# ...quando tu mi spiavi in cima a un batticuore...
...quando tu mi spiavi in cima a un batticuore... è il diciannovesimo album della cantante italiana Mina, pubblicato nel novembre 1970 dalla PDU e distribuito dalla EMI.

## Descrizione
Distribuito anche su audiocassetta (PDU PMA 531), nelle molteplici ristampe dell'LP durante il 1970/71, il colore della copertina e dell'immagine interna variano l'intensità di stampa.
È stato successivamente ristampato anche su CD (PDU CDP 790272) e MC (PDU 790272-4) per mercato europeo, infine rimasterizzato su CD nel 2001 EMI Records (5362152) e Parlophone (2435362152).
La prima edizione ha la copertina apribile e un risvolto con l'elenco dei brani, le successive della EMI sono a busta chiusa.
Ancorché costituito quasi interamente da brani inediti, dal disco sono stati estratti diversi 45 giri promozionali privi di copertina fotografica, che comprendono quasi tutti i brani dell'album compresi quelli già pubblicati. Per esempio Insieme viene riproposto con un lato B differente rispetto all'edizione commercializzata.
L'album raggiunge nel corso del 1971 il primo posto nella classifica di vendita dei 33 giri e, a fine anno, risulterà il settimo disco più acquistato.

## I brani
- Nessuno al mondo
Cover in italiano di No Arms Can Ever Hold You, già incisa dalla cantante in lingua originale sul singolo No Arms Can Ever Hold You/Non credere e inclusa nell'album Mina for You (1969). Questo rifacimento di Mina, reperibile anche su un singolo non inserito nella discografia ufficiale (catalogo PDU A 1050 del 1970),[3] segue la più famosa versione proposta nel 1960 da Peppino Di Capri e i suoi Rockers.
- Io tra di voi
Si ritrova anche con grafia iniziale del titolo leggermente diversa: E io tra di voi oppure Ed io tra di voi, si tratta della cover del brano Et moi dans mon coin di Charles Aznavour, inciso in italiano anche dall'autore lo stesso anno.

Un frammento video tratto dalla trasmissione Teatro 10 (terza edizione, sesta puntata del 15 aprile 1972) è presente nel DVD Gli anni Rai 1972-1978 Vol. 1, inserito in un cofanetto monografico di 10 volumi pubblicato da Rai Trade e GSU nel 2008.
- Adagio
Cover dei Domodossola che la incisero qualche anno prima. Nel 1972 sarà lato B del celeberrimo singolo Parole parole. Lo stesso anno Mina lo canta anche in spagnolo, col titolo Despacio si trova nell'album Amor mio (Odeon J 062-93.778) venduto sui mercati discografici di lingua latina.
- Il mio nemico è ieri
Lato B del già citato singolo non ufficiale che contiene Nessuno al mondo.
- Che meraviglia
Cover del brano Que maravilha di Jorge Ben Jor e Toquinho, già inciso in portoghese da Mina per l'album Mina canta o Brasil (1970).
- Mi guardano
Nuova versione del brano registrato dalla cantante nel 1963 e pubblicato su singolo e nell'ultimo album con etichetta Italdisc Stessa spiaggia, stesso mare.

## Tracce
Lato A
1. Nessuno al mondo (No Arms Can Ever Hold You) – 2:34 (testo: Nino Rastelli – musica: Jimmy Nebb; edizioni musicali Metron)
2. Dominga – 3:00 (testo: Paolo Limiti – musica: Jorge Ben Jor; edizioni musicali Domingas/PDU)
3. Io tra di voi (Et moi dans mon coin) – 4:32 (testo: Giorgio Calabrese – musica: Charles Aznavour; edizioni musicali RCA)
4. L'uomo della sabbia – 3:52 (testo: Paolo Limiti – musica: Augusto Martelli; edizioni musicali Bixio-Sam/PDU)
5. Ero io, eri tu, era ieri – 4:33 (testo: Paolo Limiti – musica: Augusto Martelli; edizioni musicali Southern/PDU)
6. Adagio – 3:30 (testo: Paolo Limiti, Giovanni Bonoldi – musica: Vittorio Buffoli, Mario Nobile; edizioni musicali PDU)

Lato B
1. Il mio nemico è ieri – 3:03 (testo: Paolo Limiti – musica: Alessandro Gelmetti; edizioni musicali PDU)
2. Insieme – 4:05 (testo: Mogol – musica: Lucio Battisti; edizioni musicali Acqua Azzurra/PDU)
3. Una donna, una storia – 5:08 (testo: Antonio Amurri – musica: Gianni Ferrio; edizioni musicali Curci/PDU)
4. Che meraviglia (Que maravilha) – 2:25 (testo: Sergio Bardotti – musica: Jorge Ben Jor, Toquinho; edizioni musicali Domingas/PDU)
5. Mi guardano – 3:40 (testo: Leo Chiosso "Roxy Bob" – musica: Umberto Prous; edizioni musicali Ducale/PDU)
6. Questa cosa chiamata amore – 3:55 (testo: Antonio Amurri – musica: Gianni Ferrio; edizioni musicali Curci/PDU)

Arrangiamenti e orchestra:
- Gianni Ferrio in Una donna, una storia e Questa cosa chiamata amore
- Detto Mariano in Insieme
- Augusto Martelli in tutti gli altri brani.

Tecnico del suono: Nuccio Rinaldis

## Classifiche
L'album debutta in classifica al 16º posto il 7 novembre 1970 mentre ...bugiardo più che mai... più incosciente che mai... staziona ancora tra i primi tre. Il disco raggiunge finalmente la Top 10 il 5 dicembre alla quinta settimana di presenza e due settimane dopo sale al primo posto che manterrà per 13 settimane consecutive. L'album rimane in Top 10 sino all'8 maggio 1971, totalizzando 23 settimane tra i primi dieci.
| Classifica (1970-71) | Posizione massima |
| -------------------- | ----------------- |
| Italia               | 1                 |